# Episodi di Time Out (seconda stagione)
La seconda stagione della serie televisiva Time Out è stata trasmessa in anteprima negli Stati Uniti d'America dalla CBS tra il 17 settembre 1979 e il 1º aprile 1980.
| nº | Titolo originale        | Titolo italiano | Prima TV USA      | Prima TV Italia |
| -- | ----------------------- | --------------- | ----------------- | --------------- |
| 1  | On the Line             |                 | 17 settembre 1979 |                 |
| 2  | Albert Hodges           |                 | 24 settembre 1979 |                 |
| 3  | The Cross-Town Hustle   |                 | 1º ottobre 1979   |                 |
| 4  | Sudden Death            |                 | 8 ottobre 1979    |                 |
| 5  | A Silent Cheer          |                 | 15 ottobre 1979   |                 |
| 6  | No Place Like Home      |                 | 29 ottobre 1979   |                 |
| 7  | Globetrotters           |                 | 5 novembre 1979   |                 |
| 8  | Me?                     |                 | 12 novembre 1979  |                 |
| 9  | Needle                  |                 | 26 novembre 1979  |                 |
| 10 | Sliding By              |                 | 3 dicembre 1979   |                 |
| 11 | Delores, of Course      |                 | 18 dicembre 1979  |                 |
| 12 | A Christmas Present     |                 | 25 dicembre 1979  |                 |
| 13 | Feeling No Pain         |                 | 1º gennaio 1980   |                 |
| 14 | Artist                  |                 | 8 gennaio 1980    |                 |
| 15 | Salami's Affair         |                 | 15 gennaio 1980   |                 |
| 16 | Links                   |                 | 22 gennaio 1980   |                 |
| 17 | The Stripper            |                 | 29 gennaio 1980   |                 |
| 18 | Gonna Fly Now           |                 | 5 febbraio 1980   |                 |
| 19 | Out at Home             |                 | 19 febbraio 1980  |                 |
| 20 | The Russians Are Coming |                 | 26 febbraio 1980  |                 |
| 21 | The Hitter              |                 | 4 marzo 1980      |                 |
| 22 | The Death of Me Yet?    |                 | 11 marzo 1980     |                 |
| 23 | Coolidge Goes Hollywood |                 | 18 marzo 1980     |                 |
| 24 | A Few Good Men          |                 | 1º aprile 1980    |                 |